# Kateřina Brožová
Kateřina Brožová (ur. 9 lutego 1968 w Pradze) – czeska aktorka i piosenkarka.

## Życiorys
Pochodzi z rodziny artystycznej, jest córką Zdenka Broža i Jeleny Kovalevskej. W 1991 ukończyła studia na Wydziale Teatralnym Akademii Sztuk Scenicznych w Pradze. Po studia występowała w praskim Teatrze na Vinohradach, a także w musicalach, wystawianych przez Teatr Muzyczny w Karlínie i w Teatrze Goya. Występuje także na koncertach, razem z orkiestrami Karla Vlacha, Gustava Broma i Václava Hybša. Śpiewa głównie standardy z repertuaru Franka Sinatry, Barbary Streisand i Natalie Cole. Jej piosenki znalazły się na czterech płytach, wydanych w latach 2002–2006.
Ma na swoim koncie ponad 40 ról filmowych. Zadebiutowała w 1983 rolą Hanki w filmie Stav ztroskotání. Zajmuje się także dubbingiem.
W 2009 była kandydatką Czeskiej Partii Socjaldemokratycznej w wyborach do czeskiego parlamentu. Przed wyborami zrezygnowała z ubiegania się o mandat.

## Dyskografia
- 2002: Ráda se svlíkám
- 2005: American Dream
- 2005: Christmas Dream
- 2006: Kateřina
- 2009: Nejkrásnější vánoční koledy

## Filmografia (wybór)
- 1983: Stav ztroskotání jako Hanka
- 1993: Kaspar Hauser
- 1994: Ohnivé jaro jako Mirna
- 1994: Vášnivé známosti
- 1995: Dreyfusova aféra jako Marguerite Pays
- 1995: Tvůj svět jako Barborka
- 1995: Život na zámku jako sekretarka
- 2009: Janosik. Prawdziwa historia jako matka Janosika (głos)
- 2010: Telefonát
- 2011: Czech Made Man jako Hložová
- 2011: Hranaři
- 2011: Bastardi 2 (serial)